# ГЕС Mǎjìtáng
ГЕС Mǎjìtáng (马迹塘水电站) — гідроелектростанція у центральній частині Китаю в провінції Хунань. Знаходячись між ГЕС Zhūxīkǒu (вище по течії) та ГЕС Báizhúzhōu (45 МВт), входить до складу каскаду на річці Цзишуй, котра впадає до розташованого на правобережжі Янцзи великого озера Дунтін. В майбутньому на ділянці між станціями Zhūxīkǒu та Mǎjìtáng планують звести ще одну ГЕС Jīntángchōng.
В межах проекту річку перекрили бетонною греблею висотою 27 метрів та довжиною 412 метрів (разом із бічними насипними ділянками загальна довжина споруди досягає 1312 метрів). Вона утримує водосховище з об'ємом 34 млн м3 та припустимим коливанням рівня поверхні у операційному режимі між позначками 53,7 та 55,7 метра НРМ (під час повені рівень може зростати до 65,6 метра НРМ, а об'єм — до 103 млн м3).
Інтегрований у греблю машинний зал обладнали трьома бульбовими турбінами потужністю по 18,5 МВт, які використовують напір від 3 до 8,5 метра (номінальний напір 6,3 метра) та забезпечують виробництво 278 млн кВт-год електроенергії на рік.